# 新藤宗幸
新藤 宗幸（しんどう むねゆき、1946年6月25日 - 2022年3月13日）は、日本の政治学者。千葉大学名誉教授。専門は、行政学、地方自治論。市民主体の行政のあり方を提唱し、論壇でも活動した。

## 来歴
神奈川県逗子市（当時は横須賀市の一部）生まれ。神奈川県立横須賀高等学校、中央大学経済学部卒業。1972年中央大学大学院法学研究科修士課程修了。指導教授は横山桂次・島崎晴哉・中村陽一。財団法人東京市政調査会研究員を務める。78年「1972年州・地方政府財政援助法の成立―一般歳入分与プログラムの創設」によって第４回東京市政調査会・藤田武夫賞を受賞。
1980年専修大学法学部助教授。1987年立教大学法学部教授、その後シェフィールド大学客員教授、2002年千葉大学法経学部教授。2006年から2008年に日本行政学会理事長。2011年、千葉大学を定年退任、名誉教授。2014年から公益財団法人後藤・安田記念東京都市研究所理事長。
このほか、地方分権に関して提言を行う分権型政策制度研究センター長や住民投票立法フォーラム共同代表を務める。
2022年3月に死去。

## 著書

### 単著
- 『行政改革と現代政治』（岩波書店、1986年）
- 『アメリカ財政のパラダイム・政府間関係』（新曜社、1986年）
- 『財政破綻と税制改革』（岩波書店、1989年）
- 『現代政治のオールタナティヴ』（筑摩書房、1991年）
- 『行政指導――官庁と業界のあいだ』（岩波新書、1992年）
- 『市民のための自治体学入門』（筑摩書房、1994年／ちくま学芸文庫、1996年）
- 『日本の予算を読む』（ちくま新書、1995年）
- 『福祉行政と官僚制』（岩波書店、1996年）
- 『真の行政改革とは何か』（岩波ブックレット、1997年）
- 『行政ってなんだろう』（岩波ジュニア新書、1998年）
- 『地方分権』（岩波書店、1998年／第２版、2002年）
- 『選挙しかない政治家選挙もしない国民』（岩波書店、2000年）
- 『講義現代日本の行政』（東京大学出版会、2001年）
- 『技術官僚――その権力と病理』（岩波新書、2002年）
- 『異議あり！公務員制度改革――官僚支配を超えて』（岩波ブックレットNo.608、2003年）
- 『分権と改革――時代の文脈を読む』（世織書房、2004年）
- 『概説日本の公共政策』（東京大学出版会、2004年）
- 『政治とは、なんだろうか』（岩波書店、2005年）
- 『財政投融資』（東京大学出版会、2006年）
- 『司法官僚――裁判所の権力者たち』（岩波新書、2009年）
- 『司法よ!おまえにも罪がある原発訴訟と官僚裁判官』（講談社、2012年）
- 『政治主導官僚制を問いなおす』（ちくま新書、2012年）
- 『教育委員会何が問題か』（岩波新書、2013年）
- 『日曜日の自治体学』（東京堂出版、2013年）
- 『「主権者教育」を問う』（岩波ブックレット、2016年）
- 『政治をみる眼次の時代を動かす君たちへ』（出版館ブック・クラブ、2016年）
- 『原子力規制委員会独立・中立という幻想』（岩波新書、2017年）
- 『行政責任を考える』（東京大学出版会、2019年）
- 『官僚制と公文書改竄、捏造、忖度の背景』（ちくま新書2019年）
- 『新自由主義にゆがむ公共政策生活者のための政治とは何か』（朝日選書、2020年）
- 『権力にゆがむ専門知専門家はどう統制されてきたのか』（朝日選書、2021年）

### 共著
- （阿部斉・川人貞史）『日本の政治』（放送大学教育振興会、1986年）
- （阿部斉・川人貞史）『概説現代日本の政治』（東京大学出版会、1990年）
- （阿部斉）『現代日本の政治』（放送大学教育振興会、1990年）
- （阿部斉）『概説日本の地方自治』（東京大学出版会、1997年／第2版、2006年）
- （西尾勝）『いま、なぜ地方分権なのか』（実務教育出版、2007年）
- （東京市政調査会）「分権の名の下で、市場化が進む福祉改革」『分権なくして福祉なし』（「都市問題」公開講座ブックレット22、2011年）
- （阿部斉）『現代日本政治入門』（東京大学出版会、2016年）

### 編著
- 『自治体の政府間関係』（学陽書房、1989年）
- 『住民投票』（ぎょうせい、1999年）

### 共編著
- （佐和隆光）『90年代の選択――世界と日本をよむ』（岩波書店、1991年）
- （山口二郎）『現代日本の政治と政策』（放送大学教育振興会、1995年）
- （松下圭一・西尾勝）『岩波講座自治体の構想（全5巻）』（岩波書店、2002年）
- （坂野潤治・小林正弥）『憲政の政治学』（東京大学出版会、2006年）
- （松本克夫）『雑誌『都市問題』にみる都市問題』2巻（岩波書店、2010年）
- （稲葉剛、五石敬路、竹信三恵子）『わたしたちに必要な33のセーフティーネットのつくりかた』（合同出版、2011年）